# David Gascoyne
David Gascoyne (* 10. Oktober 1916 in Harrow; † 25. November 2001 in Newport, Isle of Wight) war ein britischer Dichter, Übersetzer und Künstler, der mit der  surrealistischen Bewegung verbunden war.

## Leben und Werk
David Gascoyne wuchs in England und Schottland als Sohn eines Bankmanagers auf; er besuchte die Salisbury Cathedral School und das Regent Street Polytechnic in London, das er 1932 ohne Abschluss verließ. Er verbrachte einen Teil der frühen 1930er Jahre in Paris.
Gascoynes erstes Buch, der Gedichtband Roman Balcony and Other Poems, wurde im Jahr 1932 veröffentlicht, als er 16 Jahre alt war. Im nächsten Jahr folgte der Roman Opening Day. Mit dem Erscheinen von Man's Life is This Meat (1936), in dem seine ersten surrealistischen Arbeiten und Übersetzungen französischer surrealistischer Literatur versammelt sind, sowie Hölderlin's Madness (1938) wuchs seine Reputation. Mit diesen Veröffentlichungen, seinem 1935 erschienenen Werk A Short Survey of Surrealism und seiner Teilnahme an der „International Surrealist Exhibition“ in den New Burlington Galleries in London vom 11. Juni bis zum 4. Juli 1936, an deren Organisation er zusammen mit Roland Penrose, Herbert Read und anderen beteiligt war, bildete er einen Teil der kleinen britischen Surrealistengruppe, die beispielsweise noch aus Hugh Sykes Davies und Roger Roughton bestand. Für die Ausstellung schuf er drei Collagen, die im Katalog veröffentlicht wurden. Die Titel waren Perseus and Andromeda, The Annunciation und A Critical Visit; In den 1950er Jahren stellte er einige abstrakte Zeichnungen aus.
Salvador Dalí hatte bei seinem Vortrag Fantomes paranoiaques authentique während der Surrealistenausstellung am 1. Juli 1936 einen Tiefseetaucheranzug getragen. Es war Gascoyne, der Dalí aus dem Anzug befreien musste, in dem dieser zu ersticken drohte. Gascoyne zerschnitt den Taucheranzug und befreite den keuchenden Dalí von dem Helm. Das Publikum applaudierte ob dieser vermeintlichen Schaueinlage, glaubte, es handele sich um eine perfekte Inszenierung des Selbstdarstellers.
Ebenfalls im Jahr 1936 schloss sich Gascoyne der Kommunistischen Partei Großbritanniens an, die er nach kurzer Zeit jedoch desillusioniert wieder verließ. Die Jahre vor dem Zweiten Weltkrieg verbrachte er in Paris, wo er Freundschaft schloss mit Salvador Dalí, Max Ernst, André Breton, Wolfgang Paalen, Paul Éluard und Pierre Jean Jouve. Nach dem Krieg kehrte er nach Frankreich zurück, wo er von 1947 an für ein Jahr in Paris lebte und von 1954 bis 1964 in Aix-en-Provence. Das spätere Werk ab den 1950er Jahren wie A Vagrant and Other Poems (1950) und Night Thoughts (1956) wendet sich vom Surrealismus ab und vertritt eine mehr metaphysische und religiöse Richtung.  
Nach einem Nervenzusammenbruch, bedingt durch Depressionen und den Missbrauch von Amphetaminen, kehrte Gascoyne 1964 nach Großbritannien zurück und lebte bis zu seinem Tod auf der Isle of Wight im Haus seiner Eltern. Als sein Vater starb, wurde er als Patient im Whitecroft Hospital aufgenommen, wo er Judy Lewis (1922–2010) kennenlernte, die dort als Therapeutin tätig war. Als sie ihren Patienten das Gedicht September Sun vorlas und Gascoyne sagte, es sei von ihm, hielt sie es anfangs für eines seiner Hirngespinste. Sie heirateten im Jahr 1975. Gascoyne war schriftstellerisch jedoch kaum noch tätig. Weitere Publikationen bestanden hauptsächlich aus Zusammenfassungen bereits veröffentlichter Werke.
Im Jahr 1996 ernannte ihn das französische Kulturministerium zum „Chevalier dans l'Ordre des Arts et des Lettres“ für sein Lebenswerk, das sich um die französische Literatur verdient gemacht hat. 2001 verstarb Gascoyne mit 85 Jahren auf der Isle of Wight.

## Werke (Auswahl)
- 1932: Roman Balcony
- 1933:  Opening Day
- 1935:  A Short Survey of Surrealism
- 1936:  Man's Life is this Meat
- 1938:  Hoelderlin's Madness
- 1943:  Poems 1937–1942 mit Illustrationen von Graham Sutherland
- 1950:  A Vagrant and Other Poems
- 1952:  Thomas Carlyle
- 1956:  Requiem
- 1956:  Night Thoughts
- 1965:  Collected Poems
- 1970:  Sun at Midnight
- 1976:  Three Poems
- 1978:  Paris Journal 1937–1939
- 1980:  Journal 1936–1937
- 1980:  Early Poems
- 1984:  Journal de Paris et d'Ailleurs 1936–1942
- 1984:  Five Early Uncollected Poems
- 1984:  Recontres avec Benjamin Fondane

Eine Bibliographie von David Gascoynes Werk, zusammengestellt von Colin Benford, wurde 1986 von Heritage Books herausgegeben.